# ベイ・リッジ・アベニュー駅
ベイ・リッジ・アベニュー駅 (英語: Bay Ridge Avenue) はニューヨーク市地下鉄BMT4番街線の駅であり、ブルックリン区ベイ・リッジの4番街とベイ・リッジ・アベニュー交差点に位置している。R系統が終日停車する。

## 歴史
当駅は59丁目駅から86丁目駅まで延伸した際に開業した。
当駅は1970年代後半に改修された。この際壁を灰色と青のものに交換した。南行ホーム横の出口のところにあるタイルは存置されていた が、後述する2017年の改装の際に取り外されている。
その後当駅は2015-19年MTA投資計画にて当駅を約6か月間閉鎖して改装することが発表された
  。2017年4月29日に閉鎖された後、同年10月13日に終了し、通常運行に戻っている 。2016年1月から5月にかけて、アラップがコンサルティングを務め、グリムショー・アーキテクツによって駅改装工事の設計が行われた。これら3駅の改装工事を行うパッケージ1の契約相手は2016年11月30日に発表された。Citnalta-Forte Joint Venture社は、パッケージ1である7200万ドルの改良工事の契約に基づき、3駅の改装工事を行った。

## 駅構造
| G  | 地上階                         | 出入口                                                                                             |
| B1 | 改札階                         | メトロカード券売機、改札、詰所                                                                     |
| B2 | 相対式ホーム、右側の扉が開く。 | 相対式ホーム、右側の扉が開く。                                                                     |
| B2 | 北行線                         | ← フォレスト・ヒルズ-71番街駅行き (59丁目駅) ← 深夜帯：ホワイトホール・ストリート駅行き (59丁目駅) |
| B2 | 南行線                         | → ベイ・リッジ-95丁目駅行き (77丁目駅) →                                                           |
| B2 | 相対式ホーム、右側の扉が開く。 | |

当駅は相対式ホーム2面2線の駅である。当駅の北側で線路はロングアイランド鉄道ベイ・リッジ支線を跨いでいる。2017年に行われた改装工事で、USBチャージャーの設置、壁面や屋根の修理、対話サービス勧告や地図の設置などが行われた。
59丁目駅から86丁目駅までは複々線にできるよう準備がされており、北行ホームの下に路盤のスペースがある。これは南隣の77丁目駅も同様である。

### 出入口

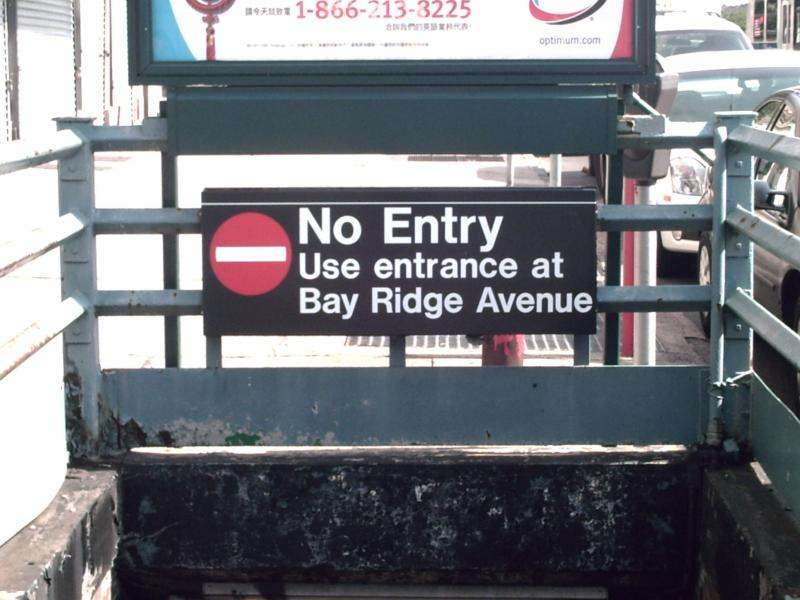
68丁目の出口(改装工事前)

4番街とベイ・リッジ・アベニューの南側交差点に東西2か所ずつあるほか、4番街と68丁目の北西に1か所あり、こちらは南行ホームに直接つながっている。なお、この出入口は改装工事までは入場不可だった。